# Ghiroda
Ghiroda (alemán: Giroda, Kiroda; húngaro: Győröd) es una comuna rumana perteneciente al județ de Timiș.
En 2011 tiene 6200 habitantes, el 89,75% rumanos y el 4,11% magiares.
Se conoce su existencia desde 1332. La comuna incluye, además de la propia localidad de Ghiroda, la pedanía de Giarmata-Vii. Actualmente Ghiroda es conocida por albergar la sede de la aerolínea Carpatair.
Se ubica en la periferia oriental de Timișoara, en la entrada a la ciudad por la carretera 6.